# Стеблёв, Александр Фёдорович
Александр Фёдорович Стеблёв (5 мая 1918, Вологодская губерния — 23 сентября 1960, Ярославль) — наводчик орудия 225-го гаубичного артиллерийского полка 51-й стрелковой дивизии 13-й армии Северо-Западного фронта, красноармеец, Герой Советского Союза (1940).

## Ранние годы
Родился 5 мая 1918 года в деревне Белехово ныне Бабушкинского района Вологодской области в крестьянской семье. Русский. Член ВКП(б) с 1941 года. Окончил 7 классов. Работал в колхозе, затем грузчиком на лесопильном заводе в городе Ярославле.

## Советско-финская война
В Красной Армии с 1938 года. Участник Советско-финской войны 1939—1940 годов.
Наводчик орудия 225-го гаубичного артиллерийского полка (51-я стрелковая дивизия, 13-я армия, Северо-Западный фронт) красноармеец А. Ф. Стеблёв отличился при прорыве «линии Маннергейма» в районе Хотиненского укреплённого района.
В ночь на 28 февраля 1940 года 5 батарея 2 дивизиона 225-го гаубичного артиллерийского полка поддерживала атаку стрелкового батальона 348-го стрелкового полка. Артиллеристы выкатили гаубицы батареи на боевые позиции к самой передовой. Когда на рассвете орудия открыли огонь, финны фланговым пулемётным огнём отсекли артиллеристов от пехоты, три орудия вышли из строя. Огонь продолжала единственная уцелевшая гаубица, у которой остались два бойца: командир взвода младший лейтенант Никитенко и наводчик красноармеец Стеблёв. При поддержке подоспевших сапёров они отбили 3 атаки финнов. Стеблёв был ранен, оставшись один у орудия, продолжал вести огонь до конца боя. Поддерживая атаку пехотинцев, подавил огонь двух миномётов, разрушил дзот, уничтожил много солдат противника.
Указом Президиума Верховного Совета СССР от 7 апреля 1940 года «за образцовое выполнение боевых заданий командования на фронте борьбы с финской белогвардейщиной и проявленные при этом отвагу и геройство» красноармейцу Стеблёву Александру Фёдоровичу присвоено звание Героя Советского Союза с вручением ордена Ленина и медали «Золотая Звезда» (№ 413).

## Великая Отечественная война
После окончания боёв в 1941 году окончил Киевское артиллерийское училище, а в 1943 году — Высшую офицерскую артиллерийскую школу. Преподавал в Тамбовском артиллерийско-техническом училище. На фронтах Великой Отечественной войны с октября 1943 года.
В должности заместителя начальника штаба 32-й артиллерийской бригады принимал участие в разгроме окруженной фашистской группировки под городом Корсунь-Шевченковский. В тяжёлом бою, сдерживая натиск вырывавшихся из окружения гитлеровцев, бригада потеряла 90 процентов личного состава и 54 орудия. В этом бою был тяжело контужен. Удостоен ордена Отечественной войны 1-й степени. На завершающем этапе войны в звании капитана командовал дивизионом 556-й артиллерийского полка 304-й стрелковой дивизии. За выполнение боевой задачи в районе города Троппау награждён орденом Отечественной войны 2-й степени.

## В отставке
С 1958 года в отставке в звании подполковника.
Скончался 23 сентября 1960 года.
Был похоронен на Донском гражданском кладбище, в 1994 году останки перезахоронены на аллее Героев Воинского мемориального кладбища города Ярославля.
Награждён орденом Ленина, орденами Отечественной войны 1-й и 2-й степени, Красной Звезды, медалями.